# فيروكين
الفيروكينات هي بروتينات مشفرة من قبل بعض فيروسات الحمض النووي الكبيرة التي تفرزها الخلية المضيفة وتعمل على التهرب من الجهاز المناعي للمضيف. ويشار إلى هذه البروتينات باسم فيروكينات إذا كانت تشبه السيتوكينات، عوامل النمو، أو المكملة للمنظمين. يستخدم مصطلح فيروبوستور في بعض الأحيان إذا كانت البروتينات تشبه المستقبلات الخلوية. تتكون الفئة الثالثة من البروتينات المناعية المشفرة فيروسية من البروتينات التي ترتبط مباشرة بالسيتوكينات. بسبب خصائص المناعة لهذه البروتينات، فقد تم اقتراحها على أنها ذات صلة علاجية محتملة بأمراض المناعة الذاتية.

## آلية
ويعتقد أن الآلية الأولية للتدخل فيروكين مع الإشارات المناعية أن تكون تثبيط تنافسية من ربط جزيئات إشارة المضيف لمستقبلاتها المستهدفة. الفيروكينات تحتل مواقع ملزمة على مستقبلات المضيف، وبالتالي تثبيط الوصول عن طريق الجزيئات الإشارات. يحاكي فيروبوسورس مستقبلات المضيف وبالتالي تحويل جزيئات الإشارة من العثور على أهدافها. البروتينات السيتوكين ملزمة ربط وعزل السيتوكينات، وانسداد سطح ملزمة من خلالها أنها تتفاعل مع المستقبلات. التأثير هو تخفيف وتخريب الاستجابة المناعية المضيف.

## اكتشاف
وقد صاغ مصطلح «فيروكين» من قبل المعاهد الوطنية للصحة عالم الفيروسات برنارد موس. شهدت أوائل التسعينات العديد من التقارير عن البروتينات المشفرة فيروسية مع تسلسل عالم الهمم إلى البروتينات المناعية، تليها تقارير عن جدري البقر وفيروسات التشنج تتدخل مباشرة مع منظم المناعة الرئيسية IL1B. أول فيروكين تم تحديدها كان بروتين عامل نمو البشرة مثل وجدت في فيروسات الميكسوما. الكثير من العمل المبكر على الفيروكينات تنطوي على فيروس فيروكين، الذي تم اكتشافه لإفراز البروتينات التي تعزز انتشار الخلايا المجاورة وكتلة تكمل النشاط المناعي مما يؤدي إلى التهاب.

## أصول تطورية
وقد درست على نطاق واسع البروتينات المناعية، بما في ذلك فيروكين، في الأسرة فيروس الجدري في سياق تطور الأسرة. ويعتقد أن الفيروكينات في هذه العائلة قد تم الحصول عليها من الجينات المضيفة ومن الفيروسات الأخرى من خلال نقل الجينات الأفقي. وقد تم إجراء ملاحظات مماثلة في الأسرة الهربس الفيروس. على سبيل المثال، فيروس إبشتاين بار يقوم بترميز بروتين إنترلوكين مع هوية تسلسل عالية إلى إنترلوكين الإنسان-10، مما يشير إلى أصل تطوري حديث.

## الروابط الخارجية
- Cytokines والخلايا على الإنترنت باثفايندر موسوعة.